# Столнічень (Унгенський район)
Столнічень (рум. Stolniceni) — село в Унгенському районі Молдови. Входить до складу комуни, адміністративним центром якої є село Чоропкань.

## Населення
За даними перепису населення 2004 року у селі проживали 879 осіб.
Національний склад населення села:
| Національність       | Кількість осіб | Відсоток   |
| -------------------- | -------------- | ---------- |
| молдавани румуни     | 833 2          | 94,8% 0,2% |
| українці             | 40             | 4,6%       |
| росіяни              | 3              | 0,3%       |
| інша / без відповіді | 1              | 0,1%       |
| Всього               | 879            | 100%       |